# Leptura quadrifasciata lederi
Leptura quadrifasciata lederi es una subespecie de escarabajo longicornio del género Leptura, categorizada en la tribu Lepturini, de la subfamilia Lepturinae. Fue descrita por Ganglbauer en 1882.

## Descripción
Mide 11-23 mm de longitud.

## Distribución
Se distribuye por Armenia, Azerbaiyán, Georgia, Irán, Rusia europea y Turquía.